# نوبياسو إيكيد
نوبُياسو إيكيدَ (باليابانية: 池田 伸康) (مواليد 18 مايو 1970)، هو لاعب كرة قدم ياباني سابق كان يلعب كلاعب وسط.

## وصلات خارجية
- نوبياسو إيكيد على موقع رابطة كرة القدم اليابانية للمحترفين (اليابانية)
- نوبياسو إيكيد على موقع Soccerway.com (الإنجليزية)
- نوبياسو إيكيد على موقع عالم كرة القدم.نت (الإنجليزية)